# Wijken en buurten in Oud-Beijerland
De Nederlandse gemeente Oud-Beijerland is voor statistische doeleinden onderverdeeld in wijken en buurten. De gemeente is verdeeld in de volgende statistische wijken:
- Wijk 00 (CBS-wijkcode:058400)

Een statistische wijk kan bestaan uit meerdere buurten. Onderstaande tabel geeft de buurtindeling met kentallen volgens het Centraal Bureau voor de Statistiek (2008):
| CBS-buurtcode | Buurtnaam                               | Inwonertal | Opp. totaal (ha) | Opp. land (ha) | Ligging                |
| ------------- | --------------------------------------- | ---------- | ---------------- | -------------- | ---------------------- |
| BU05840001    | Bedrijventerrein De Bosschen            | 130        | 208              | 177            | Locatie in de gemeente |
| BU05840002    | Oosterse Gorzenwijk                     | 1820       | 53               | 40             | Locatie in de gemeente |
| BU05840003    | Centrum-Noord                           | 510        | 20               | 14             | Locatie in de gemeente |
| BU05840004    | Croonenburghwijk                        | 2920       | 62               | 62             | Locatie in de gemeente |
| BU05840005    | Centrum-Zuid                            | 1530       | 34               | 34             | Locatie in de gemeente |
| BU05840006    | Zeeheldenwijk                           | 2050       | 34               | 34             | Locatie in de gemeente |
| BU05840007    | Zuidwijk                                | 3470       | 80               | 80             | Locatie in de gemeente |
| BU05840008    | Zoomwijck                               | 5410       | 80               | 79             | Locatie in de gemeente |
| BU05840009    | Spuioeverwijk                           | 1620       | 113              | 93             | Locatie in de gemeente |
| BU05840010    | Bedrijventerrein Langeweg Rembrandtstr. | 10         | 57               | 56             | Locatie in de gemeente |
| BU05840011    | Poortwijk                               | 3850       | 202              | 194            | Locatie in de gemeente |
| BU05840012    | Zinkweg buurtschap                      | 360        | 34               | 34             | Locatie in de gemeente |
| BU05840013    | Landelijk gebied                        | 150        | 984              | 978            | Locatie in de gemeente |

Wijk 00: De Bosschen · De Hoogerwerf · Centrum-Noord · Centrum-Zuid · Croonenburghwijk · Landelijk gebied · Oosterse Gorzenwijk (Gorzenhoek) · Poortwijk (Poortwijk I, II en III) · Spuioeverwijk · Zeeheldenwijk · Zinkweg · Zoomwijck · Zuidwijk